# Флаг Ушково
Флаг внутригородского муниципального образования посёлок Ушко́во в Курортном районе города Санкт-Петербурга Российской Федерации — опознавательно-правовой знак, служащий официальным символом муниципального образования и знаком единства его населения.
Флаг утверждён 22 октября 2008 года и 30 октября 2008 года внесён в Государственный геральдический регистр Российской Федерации с присвоением регистрационного номера 4353.

## Описание
«Флаг Муниципального образования посёлок Ушково представляет собой прямоугольное полотнище с отношением ширины флага к длине — 2:3, воспроизводящее композицию герба Муниципального образования посёлок Ушково в красном, синем, зелёном и жёлтом цветах».
Геральдическое описание герба гласит: «Поле скошено справа золотой чешуйчатой нитью червленью (красным) и лазурью (синим, голубым) со смещением вниз и влево; в червлени — золотой львиный леопард, держащий в зубах зелёную лавровую ветвь; в лазури — золотое навершие епископского посоха».

## Символика

Герб рода графов Шереметевых

Флаг составлен на основании герба муниципального образования посёлок Ушково, в соответствии с традициями и правилами геральдики и отражает исторические, культурные, социально-экономические, национальные и иные местные традиции.
До 1940 года деревня Тюрисевя (так до 1 октября 1948 года называлось Ушково) входило в состав волостей Териоки и Уусикиркко Выборгской губернии Финляндской Республики. В XVII веке деревня освобождается от повинностей как вотчина епископа Бъюгга и там поселяется некий Матти Тюрисевя.
Золотое навершие посоха — напоминает о епископской вотчине и его усадьбе. Истоки истории населённого пункта Тюрисевя (Ушково).
В июне 1914 года начали строить железнодорожную ветку от Териоки (ныне — город Зеленогорск) до Койвисто (ныне — город Приморск), движение по которой было открыто 1 ноября 1916 года. Сразу после постройки железной дороги в Тюрисевя началась скупка земель, и обширные владения оказались в руках богатой петербургской публики. Здесь появилась красивая усадьба графа Шереметева, который продолжал владеть ею в течение ещё десяти лет после Октябрьской революции. Огромные по площади участки приобрёл петербургский инженер, действительный статский советник В. К. Орловский. Свою дачу он назвал Каунисранта, что означает «Прекрасный берег».
Восстающий лев (то есть лев, стоящий на задних лапах, голова которого повёрнута в анфас) носит в геральдике название львиного леопарда. Лев напоминает об усадьбе графа Александра Дмитриевича Шереметьева, располагавшейся в Тюрисевя. Лев — олицетворение храбрости и неустрашимости, а лавровая ветвь в его зубах — символ славы.
Жёлтый цвет (золото) — могущество, сила, постоянство, вера, справедливость, добродетель, верность.
Зелёный цвет — надежда, свобода, радость, возрождение природы каждую весну, красота местной природы.
Синий цвет (лазурь) — слава, честь, верность, искренность, безупречность. Бескрайние просторы Финского залива.
Красный цвет — символ жизнеутверждающей силы, мужества, самоотверженности, солнца и тепла. Олицетворение названия Муниципального образования в честь Героя Советского Союза Дмитрия Константиновича Ушкова. Д. К. Ушков при штурме Мустоловских высот, закрыл грудью амбразуру вражеского ДЗОТа, обеспечив возможность наступления своей роты, за что ему было присвоено звание Героя Советского Союза посмертно. Красный цвет — цвет героев.